# فضائح الباطنیه
کتاب فضائح الباطنیه و فضائل مستظهریه کتابی است نوشتهٔ غزالی طوسی (متوفی ۵۰۵ ق) در پاسخ به و رسوا کردن باطنیه نوشته شده است.

## نام کتاب
این کتاب چند نام دیگر دارد و المرتضی در جواب الباطنیه آن را المستذری ذکر کرده است و ابن العماد آن را الرد علی الباطنیه و خود غزالی از آن به عنوان المستذری یاد کرده است. ذکر کرده است.  غزالی کتاب را به نام خلیفه عباسی المستدر بالله نوشته است.

## معرفی
غزالی این کتاب را در سال ۴۸۸ هجری قمری نوشته و در آن بر کتابهای جدلی ضد اسماعیلیه قبلی خود استناد کرده است. گفته شده که خلیفه المستدر بالله او را مأمور تألیف این کتاب کرد.
مؤلف آراء و عقاید اسماعیلیان یا همان باطنی‌ها را مورد نقد قرار داده است. ظاهراً علت تألیف کتاب تعداد زیاد اسماعیلیان و رشد عقایدشان در آن دوره بوده است. او انگیزهٔ خود را این‌گونه بیان می‌کند «مدتها در ذهن خود داشتم که کتابی در علم دین بنویسم تا با آن رسم خدمت و شکر نعمت را از خدمت خلیفهٔ عباسی احمد مستنصر باللّه کرده باشم اما در انتخاب موضوع این کتاب متحیر بودم تا اینکه اوامر شریفهٔ مقدسه از جانب ایشان بر این خادم صادر شد که کتابی تصنیف کنم در ردّ باطنیه که مشتمل است بر کشف بدعتهای آنها و کیفیت حیله و تلبیه ایشان»
مطالب کتاب در ۱۰ باب و به شرح زیر تنظیم شده‌اند:
مؤلف طی سه مرحله روش نگارش کتاب را توضیح می‌دهد. او شیوهٔ استدلال‌هایش را شیوه‌ای متوسط بین برهان و جدل معرفی کرده و معتقد است در بیان مباحث از ایجاز و اطناب خودداری و اعتدال را رعایت کرده است.
القاب باطنیه همچون اسماعیلیه، قرامطیه، خرمیه، قرامطه، خرمدینیّه، سبعیه، بابکیه، معمره، تعلیمیه و علت نامگذاری آنها.
الف) درجات حیلهٔ باطنی‌ها
ب) دلیل رواج عقاید باطل آنها
الف) اثبات اینکه باطنی‌ها در ظاهر رافضی و در باطن کافرند.
ب) توضیح آراء و عقاید آنها در رابطه با الهیات، نبوت، امامت، معاد و تکالیف شرعیه
آشکار کردن فساد تاویلات باطنیه و استدلالهایشان به اعداد و حروف
نقد اساسی‌ترین اندیشهٔ باطنی‌ها که معتقدند تنها راه کسب معرفت تبعیت از امام معصوم است.
الف) نقد منصوص بودن امام از طرف پیامبر
ب) نفی وجوب عصمت امام معصوم (با استدلال به نفی حاجت به امام)
الف) بیان کفر باطنیه
ب) احکام باطنی‌هایی که به کفرشان حکم شده
ج) چگونگی قبول توبهٔ آنها
د) بیان حیلهٔ آنها در عهدها و عقودشان
بیان ادلهٔ شرعی و براهین عقلی بر امامت مستظهر باللّه و شرح صفات امام معصوم واجب الاطاعة که عبارتند از شش صفت ذاتی:بلوغ، عقل، حریت، ذکوریت، قریشی بودن و سلامت حواس و بدن؛ و چهار صفت اکتسابی:
(ابهت و عظمت در بین خلق)، کفایت (مراعات مصالح مردم)، ورع و علم. غزالی معتقد است همهٔ این صفات در مستظهر باللّه جمع هستند.
الف) بیان وظایف دینی امام معصوم:تفکر در امر خلقت، مراعات تقوی، اصلاح خلق، گذراندن عمر در طلب علم و عمل
ب) بیان وظایف عملی امام معصوم که بیش از ده مورد است.

## جوابیه و واکنش‌ها
نسخه خطی کتاب در موزه بریتانیا در قسمت شرقی (یا ۷۸۸۲) در ربیع الاخر سال ۶۶۵ هجری قمری است. همچنین نسخه دیگری در کتابخانه القراویین فاس در مجموعه کتابهای سال ۹۸۱ وجود دارد که آلفرد بل در فهرست خود (شماره ۱۵۷۸) ذکر کرده است.

## انتشار
اولین چاپ کتاب توسط خاورشناس کولدسهیر در سال ۱۳۳۴ هجری قمری / ۱۹۱۶م با مقدمه و تحلیل محتوای متن به زبان آلمانی و بر اساس نسخه خطی موزه بریتانیا منتشر شد. اما این چاپ ناقص بود و معادل حدود یک سوم کتاب کامل بود، سپس عبدالرحمن البداوی تمام متن را بر اساس نسخه خطی موزه بریتانیا و نسخه خطی فاسیه منتشر کرد و در سال ۱۳۸۳ هجری قمری / ۱۹۶۴ م در دفتر چاپ و نشر ملی در قاهره چاپ شد.
واعظ مطلق علی بن محمد بن الولید الانف القرشی (متوفی ۶۱۲ هجری قمری) در کتاب مرتکب باطل و مرگ مجاهد به غزالی جوابیه ای نوشت. البداوی این پاسخ را در مقدمه کتاب خود ذکر کرده است، ولی نسخه خطی آن یافت نمی‌شود. بعدها آن کتاب به تصحیح مصطفی غالب چاپ شد (بیروت: مؤسسه عزالدین، ۱۹۸۲م).

## ترجمه
آسن پالاسیوس شرق‌شناس اسپانیایی بخش‌هایی از کتاب را به اسپانیایی ترجمه کرده است. این کتاب توسط پدر روحانی مک‌کارتی بر اساس نسخه البداوی به انگلیسی ترجمه شد و ترجمه آن در سال ۱۹۸۰ میلادی منتشر شد.

## پژوهشها
- «رویکرد امام محمد بن غزالی (متوفی ۵۰۵ ق / ۱۱۱۱ م) در کتاب فضائح الباطنیه - موفق محمد عید السرحان، دانشگاه اردن، ۱۹۹۷م.
- «غزالی و اسماعیلیان: عقل و اختیار در اسلام قرون وسطی» - فاروق میثا، دارالساقی، ۲۰۰۵م.